# Adareil Airport
Adareil Airport är en flygplats i Sydsudan. Den ligger i den nordöstra delen av landet, 600 kilometer norr om huvudstaden Juba. Adareil Airport ligger 397 meter över havet.
Terrängen runt Adareil Airport är mycket platt. Runt Adareil Airport är det mycket glesbefolkat, med 7 invånare per kvadratkilometer.. Det finns inga samhällen i närheten.
Omgivningarna runt Adareil Airport är huvudsakligen savann.